# Castelo Lázár

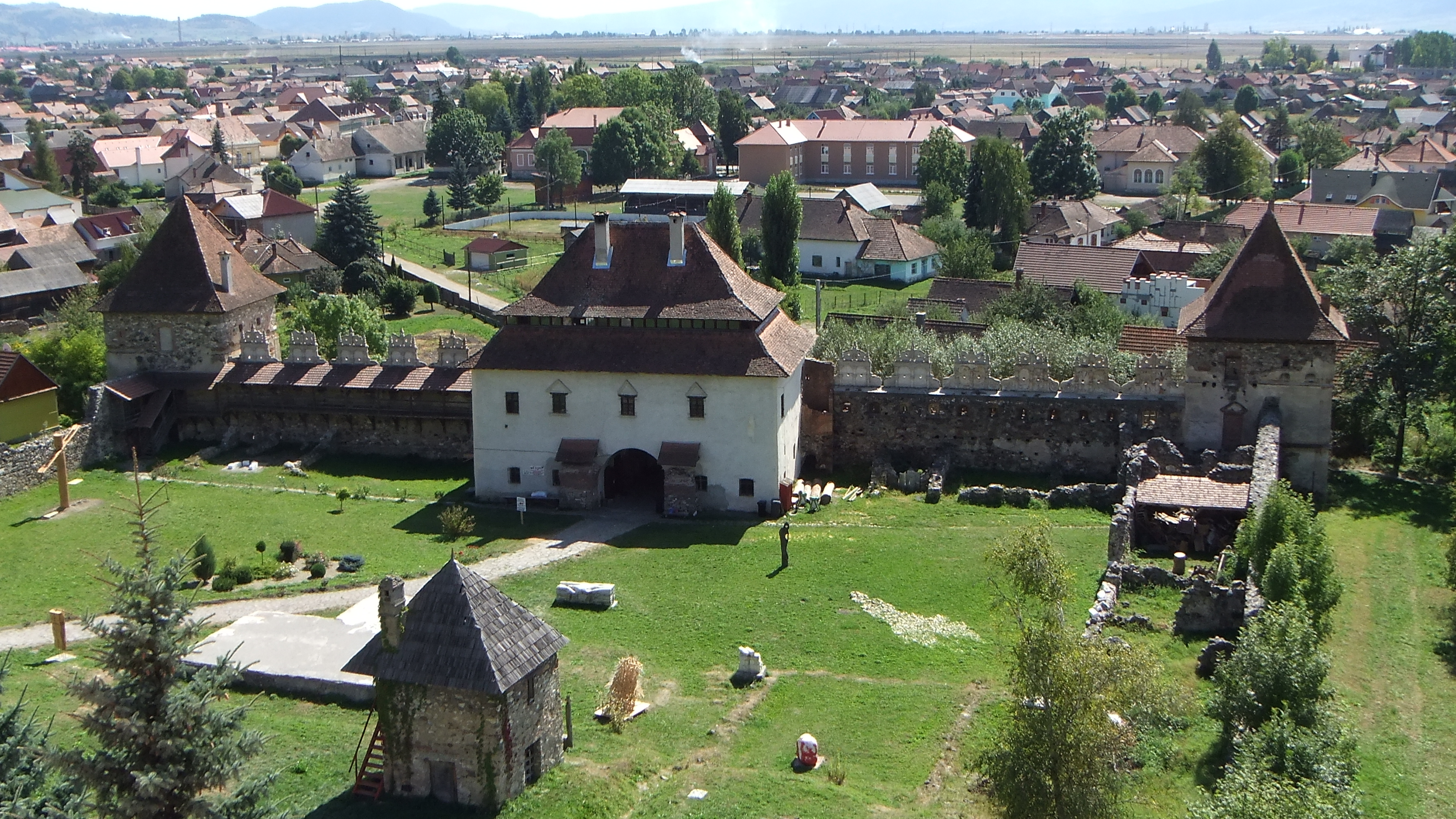
Castelo Lázár

O Castelo Lázár (em romeno: Castelul Lazar; em húngaro: Lázár-kastély) é um castelo localizado em Lăzarea, no judeţ (distrito) de Harghita, na Roménia. A cidadela deve o seu nome a uma família nobre a Lázár de Szárhegy e foi construída com uma combinação dos estilos românico, gótico e renascentista. A parte mais antiga do edifício data de 1532, enquanto o resto foi adicionado entre 1631 a 1632.